# Comadavall
Comadavall o Mas la Comadavall és una masia situada al municipi d'Olot, a la comarca de la Garrotxa. Data dels segles xvii i xviii.